# RAE
RAEアルヘンティーナ・アルムンドは「アルゼンチン国営放送」（Radio Nacional）が運営する国際放送サービス「アルゼンチン海外向け放送」（Radiodifusión Argentina al Exterior）の略称である。「アール・エー・イー」（英語）あるいは「ラエ」と発音される。

## 沿革
1949年4月11日：フアン・ドミンゴ・ペロン大統領の命により発足した「アルゼンチン共和国国際放送」（Servicio Internacional de la Republica Argentina /略称：SIRA）が前身。7つの言語による短波帯での24時間放送が実施されていたが、1955年9月の軍事クーデター（→ペロン政権崩壊）後、SIRAは一旦解体。
1958年2月12日：「アルゼンチン海外向け放送」（Radiodifusion Argentina al Exterior / 略称RAE）として海外向けの放送を再開。
1964年9月14日：日本語放送開始。
1988年12月：発電所の故障に伴う深刻な電力不足に対処する為、サマータイム制が導入された（以後、夏時間入りしている期間に限り、RAEの番組も放送開始時刻（UTC）が一律で1時間繰り上げ）。
2013年5月現在：アルゼンチンの公用語でもあるカスティーリャ語（スペイン語）をはじめ、英語、フランス語、ドイツ語、イタリア語、日本語、ポルトガル語、中国語の8言語で短波放送を実施。
2013年2月12日：RAE 放送開始55周年を迎える。
2013年5月13日：RAE 中国語放送を開始。
2017年5月2日：アルゼンチン国内の短波送信機の故障に伴い、英語・スペイン語放送をWRMIの送信機で臨時送信を開始。
2017年5月17日：その他の言語でもWRMIからの臨時送信を開始。

## 主な番組・特徴
ニュースやアルゼンチンの話題の他、アルゼンチン・タンゴをはじめとする音楽番組の制作に力を入れているが、海外向けの番組（スペイン語・外国語）とは別に、アルゼンチン国内及び在外アルゼンチン人同胞を主に対象とした、アルゼンチン国営放送（Radio Nacional）の番組（サッカー中継など）の短波帯でのサイマル放送も一部の時間帯で実施している（主に外国語の放送が休止扱いとなる日曜日）。
RAEの公式ホームページでは、「休止」扱いとなっているアラビア語を除く8つの言語でアルゼンチンのニュース・話題が紹介されているが、言語セクション毎に扱うテーマの差異が若干あり、例えば、日本語セクションのページでは伝統音楽など芸能に関する記述が多く、更新ペースも比較的緩やかであるのに対し、2013年5月開設の中国語セクションは、スペイン語ソースの翻訳だけでなく、アルゼンチン・中華圏間の政経交流及び国内外の時事についてもタイムリーな報道を行っている。なお、台湾系華僑によって創刊されたブエノスアイレスの中国語新聞「阿根廷周刊」(週刊アルゼンチン)が繁体字の活字で印刷されているのとは対照的に、RAEの中国語ページは中国本土・シンガポールなどで使用されている簡体字のフォントで表示されている。

## スタジオ・送信所
共にブエノスアイレスに設置。なお、この送信所は国内及び近隣諸国の視聴者を対象とした「アルゼンチン国営放送」（Radio Nacional）の再送信業務も兼ねている。但し、電波にかけられている指向性によっては、東アジア向けの日本語放送の様に、アルゼンチン国内での受信が困難な場合もある。

## 日本語放送
2021年11月21日現在(B18 2018年度秋冬)の放送時間・周波数は下記の通り。
| 放送時間(JST)          | 周波数          |
| 火曜 土曜日18:00-18:30 | 9455kHz         |
| 金曜日11:30-12:00      | 5800kHz 7780kHz |

（出力100kW）
- 放送日：毎週 火曜 金曜 土曜日
- JST=UTC+9
- 2013年5月13日(月)より夜の番組の放送時間が変更された。これまでの放送開始時刻であった19時からは、新しく中国語番組が放送されている。

中継局を介さない南米からの電波（しかも当初は出力が50kWと小さかった）である事に加え、9690kHzでの放送時代には同一及び隣接の周波数における日本の近隣諸国の放送と、それに対する強力なジャミングによって、日本での受信は困難を極め、「幻の放送局」とさえ呼ばれたが、ライブストリーミングの開始により状況が大きく様変わりした（外部リンク参照）。なお、アルゼンチン国内でサマータイム（夏時間）が実施されている期間に限り日本語放送も開始時刻が1時間繰り上げられていたが、2009年の夏（日本では春）以降サマータイムの実施は見送られている。
2017年5月17日よりアルゼンチン本国の送信機故障に伴い、WRMIからの臨時送信を行なっている。

## 「アラビア語放送」への処遇
過去に放送を行っていた言語別セクションの内、「アラビア語セクション」に間しては「アラビア語に堪能な人材が確保され次第活動を再開する」としているが、かつての「オランダ語セクション」の様に、正式な廃部が決定された場合、元々必ずしも十分とは言えない国からの海外向け放送への予算配分が更に少なくなる可能性がある為、それを回避する為のポーズであるとも考えられる。

## 局そのものの存廃を巡る動き
老朽化が進む送信設備の更新・維持に必要な費用の負担をアルゼンチン政府が財政難を理由に拒んでいた為、短波による海外向けの放送が2011年以降継続できなくなる可能性が出ていたが、2011年1月3日短波放送の存続が決定した。各言語別セクションは「短波放送の存続を嘆願する」旨の電子メールを局宛てに送信する様、視聴者に対し支援の継続を呼びかけているが、世界金融危機以降の景気後退で国の歳入（主に税収）が大幅に落ち込む中、他の国営メディア（国内向け）内でも各種支払い（職員給与・番組制作費など）の遅延が日常化している。
日本からは短波放送存続を求めるリスナーの大量の電子メールが届き、それに驚いたアルゼンチン政府は、新しい短波送信機購入の予算をつけることを決定した。2011年11月現在、送信機の設置は行われていないが、短波による放送は存続している。